# Пичан (гавар)
Пичан или Пиджан, Пижан (арм. Պիճան) — девятый гавар провинции Пайтакаран Великой Армении.

## География
Пичан находится на юге Пайтакарана. С запада Пичан граничит с гаваром Алеван, с севера и северо-востока с гаваром Коекеан, на юге и юго-востоке - с персидской область Атрпатакан.
На территории гавара находилось два крупных города — Пичан и Вардзакан.